# Securidaca sylvestris
Securidaca sylvestris là một loài thực vật có hoa trong họ Polygalaceae. Loài này được Schltdl. miêu tả khoa học đầu tiên năm 1840.